# Varvara Lepčenková
Varvara Petrivna Lepčenková (Варвара Петрiвна Лепченко, * 21. května 1986, Taškent, Uzbecká SSR, Sovětský svaz) je v současnosti americká profesionální tenistka ukrajinského původu narozená v Uzebekistánu (do září 2007 reprezentovala Uzbekistán).
Jejím nejvyšším umístěním na žebříčku WTA ve dvouhře bylo 19. místo (1. října 2012) a ve čtyřhře 40. místo (17. června 2013). Na okruhu WTA vyhrála jeden turnaj. Na okruhu ITF zvítězila na sedmi turnajích ve dvouhře a jednom turnaji ve čtyřhře.
Kvůli dopingovému nálezu má s účinností od srpna 2021 dočasně pozastavenu sportovní činnost. Počátkem března 2022 se proti čtyřletému trestu odvolala k Mezinárodní sportovní arbitráži.

## Finále na okruhu WTA Tour
| Legenda                           |
| --------------------------------- |
| D – dvouhra; Č – čtyřhra          |
| Grand Slam (0)                    |
| Turnaj mistryň (0)                |
| Premier Mandatory & Premier 5 (0) |
| Premier (0)                       |
| International (0–1 D)             |

### Dvouhra: 1 (0–1)
| Stav       | č. | datum         | turnaj            | povrch | soupeřka ve finále | výsledek           |
| ---------- | -- | ------------- | ----------------- | ------ | ------------------ | ------------------ |
| Finalistka | 1. | 21. září 2014 | Soul, Jižní Korea | tvrdý  | Karolína Plíšková  | 3–6, 7–6(7–5), 2–6 |

## Finále série WTA 125
| Legenda                  |
| ------------------------ |
| D – dvouhra; Č – čtyřhra |
| WTA 125 (1–0 D)          |

### Dvouhra: 1 (1–0)
| Stav    | č. | datum      | turnaj                    | povrch     | soupeřka ve finále | výsledek      |
| ------- | -- | ---------- | ------------------------- | ---------- | ------------------ | ------------- |
| Vítězka | 1. | srpen 2021 | Charleston, Spojené státy | antuka (z) | 7–6(7–4), 4–6, 6–4 | Jamie Loebová |

## Vítězství na okruhu ITF (14)

### Dvouhra (13)
| Č.  | Datum              | Turnaj       | Dotace   | Povrch | Soupeřka ve finále         | Výsledek            |
| 1.  | 17. duben, 2005    | Jackson      | 25 000 $ | antuka | Ahsha Rolleová             | 6-3, 6-2            |
| 2.  | 12. červen, 2005   | Allentown    | 25 000 $ | tvrdý  | Lindsay Lee-Watersová      | 7-6(3), 6-4         |
| 3.  | 18. červen, 2006   | Allentown    | 25 000 $ | tvrdý  | Carly Gullicksonová        | 6-1, 6-4            |
| 4.  | 9. červenec, 2006  | College Park | 75 000 $ | tvrdý  | Camille Pinová             | 6-3, 7-5            |
| 5.  | 15. červenec, 2007 | Boston       | 50 000 $ | tvrdý  | Kelly Ligganová            | 6-2, 5-7, 5-0 skreč |
| 6.  | 28. září, 2008     | Ashland      | 50 000 $ | tvrdý  | Carly Gullicksonová        | 5-7, 6-0, 6-2       |
| 7.  | 15. listopad, 2009 | Phoenix      | 50 000 $ | tvrdý  | Sacha Jonesová             | 6-0, 6-0            |
| 8.  | září 2010          | Las Vegas    | 50 000 $ | tvrdý  | Sorana Cîrsteaová          | 6–2, 6–2            |
| 9.  | listopad 2010      | Grapevine    | 50 000 $ | tvrdý  | Jamie Hamptonová           | 7–6(1), 6–4         |
| 10. | listopad 2010      | Phoenix      | 75 000 $ | tvrdý  | Melanie Oudinová           | 6–3, 7–6(5)         |
| 11. | říjen 2011         | Kansas City  | 50 000 $ | tvrdý  | Romina Oprandiová          | 6–4, 6–1            |
| 12. | říjen 2018         | Macon        | 80 000 $ | tvrdý  | Verónica Cepedeová Roygová | 6–4, 6–4            |
| 13. | únor 2021          | Boca Raton   | 25 000 $ | tvrdý  | Claire Liuová              | 3–6, 6–4, 6–0       |

### Čtyřhra (1)
| Č. | Datum           | Turnaj      | Dotace   | Povrch | Partnerka          | Soupeřky ve finále                 | Výsledek      |
| 1. | 6. červen, 2004 | Hilton Head | 10 000 $ | tvrdý  | Cory-Ann Avantsová | Tanner Cochranová Jaslyn Hewittová | 6-2, 3-6, 6-3 |

## Postavení na žebříčku WTA na konci sezóny

### Dvouhra
| Rok    | 2002 | 2003   | 2004   | 2005   | 2006  | 2007   | 2008   | 2009   |
| Pořadí | 606. | ▲ 517. | ▲ 230. | ▲ 131. | ▲ 93. | ▼ 141. | ▲ 125. | ▲ 114. |

### Čtyřhra
| Rok    | 2002 | 2003   | 2004   | 2005   | 2006   | 2007   | 2008   | 2009   |
| Pořadí | 931. | ▲ 275. | ▼ 412. | ▲ 377. | ▲ 149. | ▼ 196. | ▼ 227. | ▼ 426. |